# Querella de los bufones
La querella de los bufones (en francés, querelle des Bouffons o guerre des Coins) fue una controversia parisina que enfrentó durante los años de 1752-1754 a los defensores de la música francesa, agrupados tras Jean-Philippe Rameau («coin du Roi»), con los partidarios de una ampliación de los horizontes musicales, reunidos alrededor del filósofo y músico Jean-Jacques Rousseau («coin de la Reine»), partidarios de italianizar la ópera francesa.

## Un choque cultural
La querella estalló el 1º de agosto de 1752, cuando una troupe itinerante italiana, la de Eustacchio Bambini, se instaló en la Académie royale de musique (la futura Ópera) para dar allí representaciones de intermezzi y de óperas bufas. Debutaron con la representación de una obra de Pergolesi, La serva padrona, que ya había sido presentada en París en 1746 sin atraer la menor atención. Fue el hecho de haberla presentado en la Académie royale lo que suscitó el escándalo. La Académie royale no tenía la flexibilidad de la comédie-française, donde se podían alternar sin problemas tragedias con comedias o farsas de Molière. Lo cómico, en la Académie royale, había estado siempre bastante limitado.
En el siglo XVIII, la ópera italiana había evolucionado mucho más rápidamente que la tragédie lyrique o tragédie en musique (un género típicamente francés) hasta escindirse en dos géneros: la opera seria —con temas serios según libretos de Metastasio— y la ópera bufa u opera comica (buffo, 'que provoca risa, grotesco') que introdujo en el teatro intermèdes cómicos impregnados de ligereza, inocencia y simplicidad, que daban lugar a lo irracional y la trivialidad de lo cotidiano.
Si el ballet bouffon —que podría representar una obra de Rameau como Platée (1745), una tragédie en musique— concedía ya un lugar a los elementos cómicos (asonancias en «oi» imitando el canto de las ranas, etc.), era en tanto que elementos paródicos del género. Esa pieza, de hecho, ocupaba un lugar marginal hasta el estallido de la querella. Por el contrario, la ópera bufa no se contentaba con parodiar el género serio sino que producía ya un tipo de comicidad original, muy popular y bastante próximo a la farsa y a la comedia de máscaras.
El éxito inesperado de estos «bufones» dividió a la inteligencia musical parisina en dos clanes: de un lado, los partidarios de la tragédie lyrique, de la corte del rey, representante del estilo francés; del otro, los simpatizantes de la opera buffa, truculentos defensores de la música italiana. Entre ellos nació una verdadera querella panfletaria que animaría los círculos musicales de la capital francesa hasta 1754.
| La «Querelle des Bouffons»                                                                                             | La «Querelle des Bouffons» | La «Querelle des Bouffons»                                                                       | La «Querelle des Bouffons»                                                                                         | La «Querelle des Bouffons»                                                                                                |
| --- | -------------------------- | ------------------------------------------------------------------------------------------------ | --- | --- |
| Rameau... |                            | ...y sus detractores, los enciclopedistas                                                        | ...y sus detractores, los enciclopedistas                                                                          | ...y sus detractores, los enciclopedistas                                                                                 |
| |                            |                                                                                                  | | |
| Rameau |                            | Jean-Jacques Rousseau                                                                            | Frédéric-Melchior Grimm                                                                                            | Denis Diderot |
| Retrato de autor desconocido, según Augustin de Saint-Aubin (Museo internazionale e biblioteca della musica, Bolonia). |                            | Retrato al pastel (1753) de Maurice Quentin de la Tour (Museo Antoine Lécuyer en Saint-Quentin). | Tuvo palabras muy duras para la música francesa (grabado de 1758 de John Swaine según Louis Carrogis Carmontelle). | Participó en la polémica con sus colegas de la Encyclopédie (retrato de 1767 por Louis-Michel van Loo, Museo del Louvre). |

## Papel de Jean-Jacques Rousseau
Ahora bien, en el año 1753, un año después de la llegada de los bouffons, Rousseau publicó un panfleto (Lettre sur la musique française) en el que destacó la obra La serva y, a finales de ese año, lo publicó en una edición grabada para difundir el texto sin errores. Estas dos intervenciones tuvieron mucho peso en la recepción de la obra por parte del público.

Mais sans insister sur les Duo tragiques, genre de musique dont on n'a pas même l'idée à Paris, je puis vous citer un duo comique qui y est connu de tout le monde, et je le citerai hardiment comme un modèle de chant, d'unité de mélodie, de dialogue et de goût, auquel, selon moi, rien ne manquera, quand il sera bien exécuté, que des auditeurs qui sachent l'entendre : c'est celui du premier acte de la Serva padrona, « Lo conosco a quegl'occhietti », etc. J'avoue que peu de musiciens français sont en état d'en sentir les beautés, et je dirais volontiers du Pergolèse, comme Cicéron disait d'Homère, que c'est déjà avoir fait beaucoup de progrès dans l'art, que de se plaire à sa lecture.
Extracto de la Lettre sur la musique française, de Jean-Jacques Rousseau)

En el mismo texto, hace apología de las cualidades musicales del italiano y ataca muy severamente al francés:

Je crois avoir fait voir qu'il n'y a ni mesure ni mélodie dans la musique française, parce que la langue n'en est pas susceptible; que le chant français n'est qu'un aboiement continuel, insupportable à toute oreille non prévenue; que l'harmonie en est brute, sans expression et sentant uniquement son remplissage d'écolier; que les airs français ne sont point des airs; que le récitatif français n'est point du récitatif. D'où je conclus que les Français n'ont point de musique et n'en peuvent avoir; ou que si jamais ils en ont une, ce sera tant pis pour eux.

En el mundo parisino, fue despreciado y tachado de «provincial» y como «extranjero».

## Identidad nacional y rivalidad estética
Entre los panfletarios del bando opuesto, el padre Castel, por ejemplo, responderá en estos términos:

Une nation comme la française, dont l'unité est si parfaite depuis mille deux cents ans au moins, sous l'unité d'un grand et même empire ne souffre pas volontiers la supériorité trop marquée, trop prononcée, d'une nation quelconque qui n'a sur tout, ni sur cette étendue ni sur ce nombre, ni cette antiquité ni cette unité de patrie.
Louis Bertrand Castel, père Castel

Cuarenta años antes de la batalla de Valmy, ¿supondría esta quizá una afirmación de la identidad nacional frente a una amenaza de imperialismo cultural? De hecho, la idea de nación aquí avanzada no representaba más que el microcosmos parisino, es decir, sobre todo, el buen placer de la corte y la buena voluntad del monarca. Por el contrario, la ópera italiana presentaba en sí una forma estética que no era ya solamente italiana sino europea, o al menos internacional, ya que numerosos compositores del género no eran italianos. Alemanes como Frédéric-Melchior Grimm y el Baron d'Holbach estaban entre los más fervientes partidarios de la ópera italiana. El argumento del padre Castel se asentaba en el hecho de que entonces, para la corte real, sólo Francia podía pretender ser la nación dominante en Europa. Y los propósitos más belicosos, o más defensivos, emanan de los partidarios del género francés.
Sin embargo, a través de la apuesta de dominación cultural se confrontaban sobre todo dos estéticas. En la cuarentena de panfletos que jalonan el periodo, es recurrente el contraste entre la lengua italiana, tan musical, y la ópera italiana, que privilegiaba el canto, frente a la lengua francesa, más consonántica y articulada, y el género francés, más preocupado por el texto. Además, para la parte «francesa» la risa provocada por la ópera cómica era considerada como nociva porque hacía perder la maestría y era contraria a la razón, mientras que la parte «italiana» hacia un llamado al arrebato y a la emoción.

## Renovación de formas
El mismo año, Rousseau acababa de componer una pequeña ópera estrenada en Fontainebleau el 18 de octubre de 1752, Le Devin du village. El calificativo de «interludio» (intermède) la relacionaba explícitamente con el género que ilustraban en ese momento los bouffons sobre el escenario de la ópera, pero no puede concluirse por ello que Rousseau viese con ella realizado su sueño de italianizar la ópera francesa. Su música estaba muy alejada de la de Pergolesi. La obra no había chocado a las autoridades de la corte, ya que Madame de Pompadour interpretó ella misma el papel de Colin en una representación en el château de Bellevue. A ella no le pareció subversiva, y su carácter pro-italiano no saltaba a la vista, por la buena razón de que en el momento en que se compuso la obra, aún no había asistido a las representaciones de óperas italianas de la Académie royale.
Diecisiete años después de una primera versión, estrenada en 1737, y que no había obtenido un éxito duradero a pesar de que esta ópera había renovado el ritual musical trágico inventado por Lully, Rameau propuso en 1754, con los ecos de la «Querelle des Bouffons» aún resonantes, una versión profundamente revisada de Castor et Pollux. Esta vez la obra, presentada como modelo del estilo francés, en contraposición al estilo italiano, triunfó, y lo hizo por mucho tiempo.
A fin de cuentas, parece que esta polémica que, tras un inicio cortés, se fue envenenando poco a poco y se prolongó a lo largo de dos años, constituyó un gran momento de apertura de la música francesa a nuevos valores estéticos. La forma francesa, sin renunciar a sí misma, se abriría a nuevas influencias y se renovaría el género. En el teatro de la Comédie-Italienne, y en el teatro de la Foire en particular, iría a encontrar su sitio un nuevo modelo de ópera que recuperó lo que fue el objeto de la querella: naturalidad y simplicidad frente a la riqueza armónica de la tragédie en musique.